# Centre d'études prospectives et d'informations internationales
 (septembre 2021).

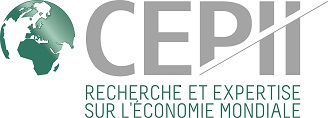

Le Centre d’études prospectives et d'informations internationales (CEPII) est un service du Premier ministre, membre du réseau coordonné par France Stratégie.
Le CEPII est le principal centre français de recherche et d’expertise en économie internationale. Les analyses et études du CEPII sur la macroéconomie et les finances, les politiques commerciale et migratoire contribuent au débat public et à la formulation des politiques économiques. Le CEPII produit des bases de données et renforce le dialogue entre chercheurs, décideurs de la sphère publique ou privée et acteurs de la société civile à travers l'organisation de nombreuses conférences.

## Historique
Créé en 1978 par le Premier ministre Raymond Barre, le CEPII a comme principal domaine de recherche l'économie internationale.
Sa création s'inscrit dans un contexte de fort développement de l'expertise économique en France et constitue une tentative de développer le modèle américain des think tanks en France. Parmi les nouveaux cercles de réflexion créés à la fin des années 1970, le CEPII s'impose comme une référence en France en matière d'analyses sur l'économie internationale.
Au cours des années 1990, le Centre abandonne sa tradition de grandes synthèses collectives sur l’économie mondiale pour favoriser un travail de recherche plus individuel.

## Organisation

### Statut
Le CEPII est à la fois statutairement un service du Premier ministre et un centre de recherche autonome, signant des conventions de recherches avec d'autres institutions par le biais d'une structure associative dédiée, le club du CEPII. Son modèle est inspiré des think tanks américains.

### Composition

#### Comité scientifique
Le Comité scientifique, composé d'économistes internationalement reconnus, valide la qualité des travaux[source insuffisante].

#### Les membres du Conseil
Les membres du Conseil sont issus de divers horizons (responsables d'administrations, entreprises, organisations syndicales, universités). Ils valident le programme de travail et ses résultats.
Une cinquantaine de personnes, dont une trentaine d'économistes, y travaillent. Ceux-ci étaient à l'origine recrutés sur des contrats à durée indéterminée de la fonction publique. Depuis 1982, les économistes du CEPII sont désormais recrutés sur des contrats durée déterminée de 3 ans renouvelables, auxquels s'adjoignent des conseillers scientifiques vacataires.

### Direction
| Identité                   | Période          | Période       |
| Identité                   | Début            | Fin           |
| -------------------------- | ---------------- | ------------- |
| Michel Courcier (d)        | 1978             | 1979          |
| Christian Sautter          | 1979             | 1981          |
| Yves Berthelot             | 1981             | 1985          |
| Jean-Michel Charpin        | 1985             | 1990          |
| Anton Brender              | 1990             | 1992          |
| Jean Pisani-Ferry          | 1992             | 1997          |
| Jean-Claude Berthélemy (d) | 1998             | 1999          |
| Jean-Pierre Laffargue (d)  | 1999             | 2000          |
| Lionel Fontagné            | 2001             | 2006          |
| Agnès Bénassy-Quéré        | juillet 2006     | décembre 2012 |
| Sébastien Jean (d)         | décembre 2012    | août 2022     |
| Antoine Bouët (d)          | 1er octobre 2022 | En cours      |

## Modèle Mirage
Mirage est un modèle d'équilibre général calculable, développé par le Cepii depuis 2001. Il vise principalement l'analyse des politiques commerciales. Son champ d'analyse s'étend plus récemment à la croissance à long terme et aux enjeux environnementaux.